# Krzysztof Najmanowicz
Krzysztof Najmanowicz (ur. ok. 1590 w Krakowie, zm. 23 listopada 1651 w Rzymie) – lekarz, profesor medycyny i rektor Akademii Krakowskiej, rajca i burmistrz Krakowa.

## Życiorys
Pochodził z zamożnej rodziny mieszczańskiej, był synem kupca Jakuba, młodszym bratem Jakuba. Zapisał się na studia w Akademii Krakowskiej w 1601. Wraz z bratem wyjechał za granicę, lata 1602–1609 spędził na studiach lekarskich w Bolonii (wpisany na studia 4 listopada 1605), Pizie i Padwie, gdzie ok. 1609 miał uzyskać stopień doktora medycyny. Doktorat nostryfikował w Akademii Krakowskiej w marcu 1610. Po przyjęciu na Wydział Lekarski pracował do 1614, kiedy to przeszedł na katedrę botaniki lekarskiej fundacji Jana Zemełki. W latach 1619 i 1627 był dziekanem Wydziału Lekarskiego. W latach 1610–1616 pełnił obowiązki lekarza przybocznego biskupa krakowskiego Piotra Tylickiego, od którego otrzymał w testamencie znaczny legat pieniężny. Znalazł wpływowego opiekuna w osobie kasztelana krakowskiego Jerzego Zbaraskiego, przez którego w 1620 został wprowadzony do Rady Miejskiej gdzie zasiadał nieprzerwanie do 1646. W latach 1620, 1625 i 1635 pełnił obowiązki burmistrza Krakowa.  Utrzymywał również dobre stosunki z królewiczem Władysławem, o którego względy zabiegał jako rektor Uniwersytetu w sporach z jezuitami. 
Dzięki wpływowym koneksjom, zyskownej praktyce lekarskiej oraz obrotności i zapobiegliwości w sprawach majątkowych w krótkim czasie doszedł do znacznej fortuny. Złożyły się na nią rodzinna kamienica przy ul. Szpitalnej, dom z ogrodem na Podbrzeziu (sprzedany w r. 1624), kamienica przy ul. Grodzkiej. Ponadto od 1642 był właścicielem ogrodu na Kazimierzu oraz odziedziczonych po bracie Jakubie części domu przy placu Św. Ducha, trzech ogrodów w Wieliczce, gruntu z zabudowaniami na Kotłowem. Poza Krakowem miał dwa domy w Olkuszu, wieś Gorzków oraz trzymane w dzierżawie od Uniwersytetu: Nasiechowice (1628), Sieborowice i Pielgrzymowice (1633–1635). 23 lipca 1633 wydał edykt rektorski Maiores nostri zakazujący młodzieży jakichkolwiek kontaktów z osobami nie należącymi do Uniwersytetu. U szczytu kariery w 1635 wdał się w awantury związane z dzierżawą Sieborowic i Pielgrzymowic co skończyło się procesami, sądem rektorskim w 1643 i ostatecznie został przez rektora Jakuba Papenkowica w 23 października 1643 obłożony ekskomuniką. Wykluczony za to awanturnictwo z grona członków Akademii (8 lipca 1644) próbował dochodzić swoich praw przed Radą Miejską, uzyskał nawet w Nuncjaturze Papieskiej  w grudniu 1644 dekret nakładający ekskomunikę na Akademię i Magistrat Krakowski. Ponieważ oskarżono go także o przywłaszczenie należnego Akademii spadku po Jakubie Najmanowiczu Krzysztof został dekretem królewskim z 9 grudnia 1645 został skazany na 6-miesięczne więzienie, utratę urzędu rajcy oraz publiczne przeproszenie Rady Miejskiej. Nie zamierzał kapitulować i przed karą uciekł do Rzymu, w obawie przed sądem inkwizycji opuścił potajemnie Rzym. W nie znanym bliżej czasie powrócił jednak do Wiecznego Miasta, gdzie zmarł w biedzie i opuszczeniu w szpitalu S. Spiritio in Sassia. 
Z małżeństwa zawartego w 1620 pozostawił czterech synów i kilka córek. Dzieciom po ucieczce ojca pozostałym w Krakowie udało się wyjednać dekret królewski, na mocy którego cały majątek przeszedł na synów Jakuba, Krzysztofa i córkę Jadwigę. W kościele Mariackim zachował się fundowany przez Krzysztofa nagrobek rodzinny wzniesiony w 1642 ku czci matki Jadwigi, żony Katarzyny i innych członków rodziny.